# Isabella Beecher Hooker

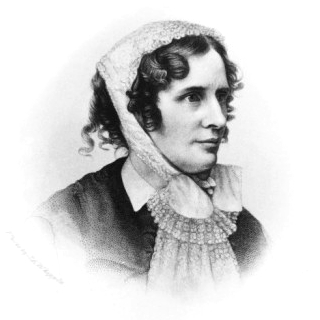
Isabella Beecher Hooker (1868)

Isabella Beecher Hooker (* 22. Februar 1822 in Litchfield, Connecticut als Isabella Beecher; † 25. Januar 1907 in Hartford, Connecticut) war eine US-amerikanische Frauenrechtlerin, die eine führende Rolle in der amerikanischen Suffragettenbewegung hatte.

## Leben
Isabella Beecher wurde 1822 in die berühmte Beecher-Familie hineingeboren. Ihr Vater war der bekannte presbyterianische Pfarrer und Erweckungsprediger Lyman Beecher, ihre Mutter Harriet Porter Beecher. Zu ihren Halbgeschwistern gehörten die spätere Abolitionistin und Schriftstellerin Harriet Beecher Stowe („Onkel Toms Hütte“), die Pädagogin Catharine Beecher und der abolitionistische Prediger Henry Ward Beecher. Mit fünfzehn Jahren wurde sie auf das Hartford Female Seminary geschickt, einer von ihrer Schwester Catherine gegründeten Schule. Dort traf sie ihren späteren Ehemann, den Juristen John Hooker, einen Nachfahren von Thomas Hooker. Nachdem sie Hoker mit 19 Jahren geheiratet hatte, zog das Ehepaar 1841 nach Nook Farm, einem Stadtteil von Hartford. Dort hatte ihr Ehemann mit einem Schwager Land gekauft und verkaufte dieses nun an verschiedene Künstler weiter, darunter Mark Twain und auch Harriet Beecher Stowe. Im Laufe der nächsten Jahre wurden die Hookers Eltern zweier Töchter und eines Sohnes. Ihr Ehemann, mit dem sie insgesamt über 50 Jahre verheiratet war, engagierte sich in der Abolitionismusbewegung.
Große Teile ihrer Freizeit verbrachte Beecher Hooker im Büro ihres Ehemanns, wo die beiden zum Zeitvertreib unter anderem gemeinsam Bücher lasen. Ein Werk des englischen Juristen William Blackstone prägte schließlich Beecher Hooker für den Rest ihres Lebens. Blackstone schrieb, dass nach anglo-amerikanischem Recht eine verheiratete Frau keinerlei Rechte habe, da ein Ehepaar im juristischen Sinne als eine Person gelte und somit alle Rechte der Frau auf den Mann übergehen würden. Davon entsetzt, beschloss sie, sich fortan für Frauenrechte einzusetzen. Weitere Inspiration erhielt sie durch Werke von John Stuart Mill, The Enfranchisement of Women, On Liberty und Subjection of Women. Über Caroline Severance wurde sie Teil der Suffragettenbewegung und kam in Kontakt mit führenden Suffragetten wie Victoria Woodhull, Susan B. Anthony und Elizabeth Cady Stanton. Sie assistierte bei der Gründung der National Woman Suffrage Association und war Mitbegründerin der New England Women Suffrage Association.
1871 organisierte sie auf eigene Kosten einen Suffragettenkongress in Washington, D.C., um den Kongress der Vereinigten Staaten auf die fehlenden Frauenrechte aufmerksam zu machen. In ihrem Heimatbundesstaat Connecticut gründete sie 1869 die Connecticut Woman Suffrage Association. Auch in ihrem Heimatstaat organisierte sie regelmäßig Suffragettentreffen. Sie kämpfte für ein bundesstaatliches Gesetz, das verheirateten Frauen das Recht auf Eigentum zusicherte. Jahrelang trug sie ihr Anliegen der Connecticut General Assembly vor, bis diese das Gesetz 1877 verabschiedete. Auch ihr Ehemann als Jurist beteiligte sich an dem Gesetzesvorschlag. Ein weiterer Gesetzesvorschlag von Beecher Hooker, die Einführung des Frauenwahlrechts in Connecticut, wurde erst nach ihrem Tod umgesetzt. Nebenher verfasste Beecher Hooker auch einige Texte. 1868 hatte sie in Putnam's Magazine anonym die Mother’s Letters to a Daughter on Woman’s Suffrage veröffentlicht, 1874 folgte das Buch Womanhood: Its Sanctities and Fidelities.

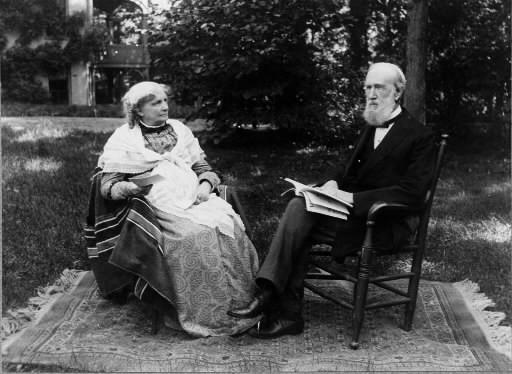
Isabella Beecher Hooker (links) und John Hooker (rechts) 1891

Derweil kam es weitgehend zum Bruch mit ihrer Beecher-Familie, nachdem Beecher Hookers Freundin Victoria Woodhall ihren Halbbruder Henry Ward Beecher, einen Theologen, einer außerehelichen Affäre beschuldigte. Während die restliche Beecher-Familie geschlossen hinter Ward Beecher stand, glaubte Beecher Hooker Woodhall und damit an die Schuld ihres Halbbruders. Beecher Hooker selbst wurde in ihren späteren Jahren eine Anhängerin der Spiritismus-Bewegung. Bis zuletzt engagierte sie sich weiterhin als Suffragette. 1888 war sie Mitorganisatorin der ersten International Convention of Women. Erst 1905 zog sie sich von der Leitung der Connecticut Woman Suffrage Association zurück. Sie starb nur knapp zwei Jahre später, Anfang 1907, in Hartford. Dort wurde sie auch auf dem Cedar Hil Cemetery begraben. 1994 wurde sie in die Connecticut Women’s Hall of Fame aufgenommen. Eine umfassende Dokumentensammlung aus dem Nachlass von Beecher Hooker ist als Mikrofichekatalog im Besitz der Stowe-Day Foundation.

## Veröffentlichungen
- A mother’s letters to a daughter on woman suffrage (= Connecticut Woman Suffrage Association [Hrsg.]: Tracts of Connecticut Woman Suffrage Association. Nr. 2). Case, Lockwood & Brainard Co., Hartford, Connecticut 1870.
- Womanhood : its sanctities and fidelities. Lee, Shepard and Dillingham, Boston / New York City 1874.